# 王遵 (上雒侯)
王遵（?—?），表字子春，京兆尹霸陵县（今陕西省西安市）人，新朝到东汉初期政治人物、武将。父上郡太守，名諱不詳。

## 生平
| 姓名           | 王遵                                            |
| 時代           | 新朝 - 东汉時代                                 |
| 生卒年         | 〔不詳〕                                        |
| 字・別号       | 子春（字）                                      |
| 本貫・出身地等 | 司隶京兆尹霸陵县                                |
| 職官           | 明威将軍〔隗囂〕→太中大夫（一説河南尹）〔东汉〕 |
| 爵位・号等     | 向義侯（一説上雒侯）〔东汉〕                    |
| 陣营・所属等   | 隗囂→更始帝→隗囂→公孫述 →光武帝                 |
| 家族・一族     | 〔不詳〕                                        |

王遵是在陇右割据的隗嚣属下。地皇四年（23年），隗嚣举兵当時王遵就跟从。王遵年轻时以侠气辩才知名。他在隗囂陣营，以復興漢朝为本心。復漢元年（23年）七月，隗囂向郡国发布檄文声称復興漢朝，王遵名列明威将軍。
復漢二年（24年），更始帝招請隗囂入長安，王遵和同僚周宗一起跟从。更始三年（25年）夏，淮陽王张卬反对更始帝发动兵变，隗囂参与其中。隗嚣自称有病没有进宫，召集王遵、周宗等率军士自守。隗嚣突破包围，逃回天水。
之後，隗囂加入光武帝的陣营。王遵和汉使来歙交友，王遵对来歙抱有敬意。建武六年（30年），来歙持符节访问隗嚣，要求隗嚣参加讨伐蜀（成家）帝公孙述。隗嚣心向公孙述，不同意来歙的说法。来歙愤怒责备隗嚣，想要刺杀隗嚣。隗嚣呼兵而出，来歙拿着节杖退出。王元进言隗嚣斩杀来歙，王遵为来歙求情：「来歙是汉帝親族，不可斬杀使者」。来歙最后逃出陇右。隗嚣加入公孙述阵营，封朔宁王。
建武七年（31年），来歙奉光武帝之命，写信招降王遵。王遵对于自己再三諫言隗囂不得採用，表示失望。王遵应召，举家族到洛陽。王遵被光武帝任命为太中大夫，封向義侯。
建武八年（32年）春，光武帝征伐隗囂。光武帝命王遵持符節监督大司馬吴汉留守長安。同年，王遵写信给旧友牛邯，劝他投降汉朝。牛邯派部下至洛阳拜谢光武帝。在牛邯影响下，隗嚣所属十三位大将、十六县、十几万士兵相继降汉，隗嚣军大幅势力削弱。
之后、王遵之名不见于史書。